# Saint-Aubin-le-Vertueux
Saint-Aubin-le-Vertueux és un municipi francès situat al departament de l'Eure i a la regió de Normandia. L'any 2007 tenia 870 habitants.

## Demografia

### Població
El 2007 la població de fet de Saint-Aubin-le-Vertueux era de 870 persones. Hi havia 316 famílies de les quals 60 eren unipersonals (24 homes vivint sols i 36 dones vivint soles), 124 parelles sense fills, 112 parelles amb fills i 20 famílies monoparentals amb fills.
La població ha evolucionat segons el següent gràfic:
Habitants censats

### Habitatges
El 2007 hi havia 357 habitatges, 316 eren l'habitatge principal de la família, 23 eren segones residències i 18 estaven desocupats. 349 eren cases i 6 eren apartaments. Dels 316 habitatges principals, 272 estaven ocupats pels seus propietaris, 41 estaven llogats i ocupats pels llogaters i 3 estaven cedits a títol gratuït; 8 tenien dues cambres, 26 en tenien tres, 97 en tenien quatre i 185 en tenien cinc o més. 259 habitatges disposaven pel capbaix d'una plaça de pàrquing. A 136 habitatges hi havia un automòbil i a 164 n'hi havia dos o més.

### Piràmide de població
La piràmide de població per edats i sexe el 2009 era:
| Homes | Edats   | Dones |
| ----- | ------- | ----- |
| 0     | 95 o +  | 4     |
| 8     | 90 a 94 | 16    |
| 0     | 85 a 89 | 24    |
| 4     | 80 a 84 | 12    |
| 16    | 75 a 79 | 36    |
| 24    | 70 a 74 | 12    |
| 20    | 65 a 69 | 32    |
| 12    | 60 a 64 | 12    |
| 20    | 55 a 59 | 16    |
| 48    | 50 a 54 | 44    |
| 36    | 45 a 49 | 24    |
| 28    | 40 a 44 | 20    |
| 36    | 35 a 39 | 20    |
| 8     | 30 a 34 | 44    |
| 20    | 25 a 29 | 20    |
| 16    | 20 a 24 | 8     |
| 32    | 15 a 19 | 20    |
| 28    | 10 a 14 | 16    |
| 20    | 5 a 9   | 28    |
| 8     | 0 a 4   | 16    |

## Economia
El 2007 la població en edat de treballar era de 531 persones, 348 eren actives i 183 eren inactives. De les 348 persones actives 327 estaven ocupades (173 homes i 154 dones) i 21 estaven aturades (9 homes i 12 dones). De les 183 persones inactives 82 estaven jubilades, 59 estaven estudiant i 42 estaven classificades com a «altres inactius».

### Ingressos
El 2009 a Saint-Aubin-le-Vertueux hi havia 334 unitats fiscals que integraven 855,5 persones, la mediana anual d'ingressos fiscals per persona era de 20.278 €.

### Activitats econòmiques
Dels 24 establiments que hi havia el 2007, 1 era d'una empresa extractiva, 1 d'una empresa de fabricació de material elèctric, 3 d'empreses de fabricació d'altres productes industrials, 5 d'empreses de construcció, 3 d'empreses de comerç i reparació d'automòbils, 1 d'una empresa d'hostatgeria i restauració, 1 d'una empresa financera, 5 d'empreses de serveis, 2 d'entitats de l'administració pública i 2 d'empreses classificades com a «altres activitats de serveis».
Dels 5 establiments de servei als particulars que hi havia el 2009, 2 eren paletes, 1 fusteria, 1 electricista i 1 veterinari.
L'any 2000 a Saint-Aubin-le-Vertueux hi havia 27 explotacions agrícoles que ocupaven un total de 1.305 hectàrees.

## Equipaments sanitaris i escolars
El 2009 hi havia una escola elemental.

## Poblacions més properes
El següent diagrama mostra les poblacions més properes.